# Tiberius Sempronius Gracchus (consul in 215 en 213 v.Chr.)
Tiberius Sempronius Gracchus was een Romeins veldheer en politicus uit de 3e eeuw v.Chr.. 
Gracchus was consul in 215 en 213 v.Chr. Tijdens de Tweede Punische Oorlog verloor hij het beleg van Casilinum (216-215 v.Chr.). Nadien versloeg hij in 214 de Carthaagse veldheer Hanno de Oudere, toen deze zijn strijdkrachten met die van Hannibal probeerde te verenigen. Zelf werd hij in 212 slachtoffer van een hinderlaag.

## Familie
Het is onbekend wie zijn vrouw was, maar hij had minstens één zoon. Deze werd in 203 v.Chr. priester.